# Delichon lagopodum
Delichon lagopodum (ластівка сибірська) — вид горобцеподібних птахів родини ластівкових (Hirundinidae). Мешкає в Азії.

## Таксономія
Delichon lagopodum вперше був офіційно описаний у 1811 році німецьким натуралістом Петером Симоном Палласом під біномінальною назвою Hirundo lagopoda. У назві виду поєднується давньогрецьке lagōs, що означає «заєць», з pous, podos, що означає нога. . Сьогодні вид відносять до роду Delichon. Раніше він вважався підвидом ластавки міської, але отримав статус виду на основі морфологічних і голосових відмінностей.

## Поширення і екологія
Сибірські ластівки гніздиться в скелястих районах Сибіру, Монголії та північного Китаю, а зимують в М'янмі, Лаосі, В'єтнамі та Камбоджі.